# 안드레아스 오시안더

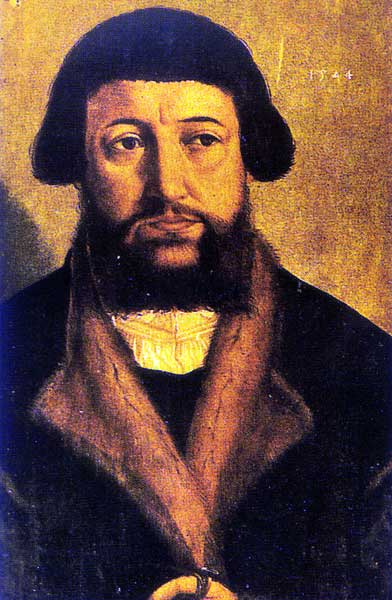
안드레아스 오시안더

안드레아스 오시안더 (Andreas Osiander; 1498년 12월 19일 - 1552년 10월 17일) 루터교 신학자이며 프로테스탄트 개혁가이다.

## 신학
그의 신학은 기독교 신비주의의 하나로 그리스도와 하나님의 말씀의 신비적 연합과 연관이 있다. 그는 신자의 칭의가 그 사람 안에 그리스도가 거함으로 인한 결과라고 주장하였다. 루터가 칭의에 대해 하나님의 은혜가 전가된 것이라는 주장에 반하여, 오시안더는 신자의 의로움은 하나님의 내주함으로 인한 결과라고 주장하였다. 칼빈은 이에 대해 기독교 강요 3권 11장 6에서 반박하였고, 멜란히톤도 그리하였다.